# 신베이 시립 도서관 본관
신베이 시립 도서관 본관(중국어 정체자: 新北市立圖書館總館)은 중화민국 신베이시 반차오구 소재의 도서관이다.

## 연혁
- 2011.10 도서관 본관 착공
- 2015.06.30 도서관 본관 개관